# Dysoptus avittus
Dysoptus avittus là một loài bướm đêm thuộc họ Arrhenophanidae. Nó là loài duy nhất được tìm thấy ở type locality in miền nam Brasil.
Chiều dài cánh trước khoảng 6 mm đối với con đực. Con trưởng thành bay vào tháng 10 (dựa trên một ghi chép).